# Melanophthalma aegyptiaca
Melanophthalma aegyptiaca es una especie de coleóptero de la familia Latridiidae.

## Distribución geográfica
Habita en Egipto.